# Battaglia di Crisopoli
La battaglia di Crisopoli fu combattuta il 18 settembre 324, presso Calcedonia, tra i due imperatori romani Costantino I e Licinio. La sconfitta di quest'ultimo fece di Costantino l'unico imperatore, ponendo così fine alla Tetrarchia.

## Contesto storico
La pace tra Costantino I e Licinio era durata da sette anni (dal 317). I figli del primo (Crispo e Costantino II) e del secondo (Valerio Liciniano Licinio) erano stati fatti cesari dai rispettivi padri. Un'invasione di Goti nella Mesia, che ricadeva nella sfera d'influenza dell'augusto d'Oriente, Licinio, fu respinta però dalle armate romane di Costantino. Questo il casus belli che scatenò l'ultima fase della guerra civile nel 324.
Dopo essere stato sconfitto per terra nella battaglia di Adrianopoli (3 luglio) e per mare in quella dell'Ellesponto, Licinio si ritirò verso Calcedonia in Bitinia per riorganizzare le forze, lasciando a Bisanzio un presidio di truppe a difesa della città e scegliendo di condividere i rischi finali della guerra con il suo magister officiorum, Sesto Martiniano, che fece suo cesare. Quest'ultimo, poi, veniva inviato a Lampsaco nella Troade, per impedire a Costantino di passare dalla Tracia all'Ellesponto. Licino disponeva, frattanto, le proprie forze sui colli e nelle gole intorno a Calcedonia.
Intanto Costantino, che disponeva di molte navi da carico e da guerra e voleva occupare la riva opposta, poiché temeva che la costa della Bitinia potesse essere inaccessibile, decise di navigare ed ancorare la flotta presso il promontorio Sacro, all'imboccatura del Ponto, a circa 200 stadi a nord di Calcedonia.

## Battaglia
Costantino fece sbarcare la sua armata presso il promontorio Sacro, a circa 35 km a nord di Calcedonia, e occupò alcune colline della zona, cominciando a dispiegare presso le stesse le sue truppe. Licinio vedendo che la Bitinia era ormai sotto scacco del nemico, decise di convocare Sesto Martiniano da Lampsaco e dopo aver pronunciato un'adlocutio ai soldati riuniti, promettendo loro di condurli in battaglia, schierò l'esercito e si scontrò con le forze di Costantino ormai pronte. L'aspetto religioso della battaglia si vide nelle insegne portate dai due schieramenti: Costantino lottò sotto il labaro, mentre Licinio usò gli stendardi delle divinità romane. Licinio aveva sviluppato un timore superstizioso del labaro ed ordinò alle sue truppe di non attaccarlo e di non guardarlo. Scoppiata una violenta battaglia tra Calcedonia e promontorio Sacro, le forze superiori di Costantino ebbero alla fine la meglio. Pare che Costantino non abbia usato manovre particolari nella battaglia, ma che abbia invece effettuato un massiccio assalto frontale contro le truppe di Licinio per metterle in fuga. Dei 130 000 armati schierati da Licinio, solo 30 000 riuscirono a mettersi in salvo. Gli altri furono o uccisi o fatti prigionieri.
A seguito di questi avvenimenti Bisanzio si arrese, come pure la stessa Calcedonia, mentre Licinio si rifugiava ormai senza speranza a Nicomedia con la cavalleria e poche migliaia di fanti. Licinio assediato ora a Nicomedia, dopo aver perduto ogni speranza di ribaltare le sorti della guerra, uscì dalla città e si consegnò a Costantino, il quale lo mandò in esilio come privato cittadino a Tessalonica, mentre Sesto Martiniano fu mandato a morte poco dopo.

## Conseguenze
Costantino era ora l'unico padrone del mondo romano, sia in Occidente, sia in Oriente, cessando di esistere il periodo della Tetrarchia voluta da Diocleziano circa quarant'anni prima. L'anno seguente (325) si compiva l'ultimo atto di questa guerra civile quando Licinio fu giustiziato con l'impiccagione, forse per avere complottato una nuova rivolta ai suoi danni. La vittoria di Costantino fece di quest'ultimo l'unico imperatore. Per celebrare la propria vittoria su Licinio, Costantino istituì i Ludi Triumphales, che si tenevano dal 18 al 22 settembre.